# Claudia Wells
Claudia Grace Wells (Kuala Lumpur, 5 de julho de 1966) é uma atriz e empresária americana. Ficou conhecida por interpretar Jennifer Parker, a namorada de Marty McFly, no primeiro filme da trilogia Back to the Future.
Depois que sua mãe foi diagnosticada com um câncer, Wells decidiu parar de atuar por algum tempo, sendo substituída por Elisabeth Shue nos outros dois filmes da trilogia. Na década de 90, abriu uma loja de roupas, Armani Wells, que até hoje ela ainda administra.

## Filmografia
- 1981: Rise and Shine (série de TV) - Patsy D'Allisandro
- 1982: Herbie, the Love Bug (série de TV) - Julie MacLane
- 1983: Lovers and Other Strangers (série de TV) - Mary Claire Delvecchio
- 1984: Anatomy of an Illness (TV) - Sarakit
- 1984: Hear Me Cry (TV) - Wendy
- 1984: Off the Rack (série de TV) - Shannon Halloran
- 1985: Able to Do (TV)
- 1985: Back to the Future - Jennifer Parker
- 1986: Babies Having Babies (TV) - Lisa
- 1986: Fast Times (serie de TV) - Linda Barrett
- 2008: Still Waters Burn - Laura Harper